# Lori de Nova Caledònia
El lori de Nova Caledònia (Charmosyna diadema) és una espècie d'ocell de la família dels psitàcids que habita els boscos i sabanes de Nova Caledònia.